# 千葉県旗
千葉県旗（ちばけんき）は、日本の都道府県の一つ、千葉県の旗。本項では、旗に図示されている千葉県徽章（ちばけんきしょう）、通称千葉県章（ちばけんしょう）についても併せて解説する。

## 概要
県章は1909年12月28日の県告示第378号により制定された。片仮名の「チ」と「ハ」を組み合わせて図案化したもので、旧東京市の市章を継承した東京都（都章としての制定は1943年）を別にすれば現在も使用されている都道府県章の中では最も古く制定されたものであり、旧著作権法の規定で1940年1月1日よりパブリックドメインとなっている。
県旗は1963年7月29日の県告示第328号の2により制定。希望と発展を表す空色を地色に白抜きに県花・菜の花をイメージした薄い黄色で縁取った県章を中央に配置している。

### ロゴマーク
2006年11月2日、仲條正義の手で平仮名の「ちば」を独自の書体によりデザインしたロゴマークが県より発表されたが、県民の評判は芳しくないとされる。
また、有志により、このロゴをベースとして作られたフォントも存在する。